# Yusuf V
Yusuf V fue un rey nazarí de Granada (¿? – 1463) que sucedió a su sobrino Muhammed X el Cojo y ocupó el trono entre 1445 y 1446 y de nuevo en 1462.
Su reinado se caracterizó por las luchas internas por la posesión del trono con su hermano Saad Ciriza y por una buena relación con el reino de Castilla hasta que al final del mismo Enrique IV inició las hostilidades y conquistó Gibraltar.
- Islamic Spain 1250 to 1500 by Leonard Patrick Harvey; University of Chicago Press, 1992

| Predecesor: Muhammed X    | Rey de Granada 1445-1446 | Sucesor: Muhammed X    |
| Predecesor: Abu Nasr Saad | Rey de Granada 1462      | Sucesor: Abu Nasr Saad |

- Datos: Q386851